# Spartan Executive
Dimensions
Le Spartan 7W Executive est un avion de transport de luxe américain des années 1930 produit par le constructeur américain Spartan Aircraft Company. Propulsé par un Pratt & Whitney R-985 de 450 ch, l'avion offre cinq places. Seulement 34 exemplaires de cette "limousine aérienne" ont été construits avant la Seconde Guerre mondiale. Ces avions civils ont été réquisitionnés comme avions de transport militaires en 1942 par l'USAAF, qui les a désigné UC-71. Après la guerre, ils ont été restitués à leurs propriétaires civils.